# Coupe du monde de ski de fond 2004-2005
Navigation
Édition précédente Édition suivante
La 24e édition de la Coupe du monde de ski de fond s'est déroulée du 23 octobre 2004 au 20 mars 2005.

## Classements

### Classements généraux
Chez les hommes, l'Allemand Axel Teichmann s'impose au général, il s'agit de l'unique gros globe de cristal de sa carrière, il remporte également le globe de cristal de la distance tandis que le Norvégien Tor Arne Hetland remporte le globe de cristal du sprint. Teichmann et Vincent Vittoz sont les deux seuls fondeurs à avoir remporté trois épreuves cette saison, suivis avec deux succès d'Hetland, Lukáš Bauer et Andrus Veerpalu. Chez les femmes, Marit Bjørgen a dominé outrageusement la Coupe du monde en remportant le général (le premier des trois gros globes qu'elle remporte au cours de sa carrière), la distance et le sprint. Elle s'est imposée à dix reprises sur les vingt-deux épreuves, suivie de Kristina Smigun, Kateřina Neumannová et Virpi Kuitunen avec deux succès. 
| Rang | Nom                 | Points |
| ---- | ------------------- | ------ |
| 1    | Axel Teichmann      | 584    |
| 2    | Vincent Vittoz      | 516    |
| 3    | Tor Arne Hetland    | 512    |
| 4    | Tobias Angerer      | 439    |
| 5    | René Sommerfeldt    | 374    |
| 6    | Mathias Fredriksson | 374    |
| 7    | Jens Arne Svartedal | 361    |
| 8    | Giorgio di Centa    | 354    |
| 9    | Ievgueni Dementiev  | 351    |
| 10   | Eldar Rønning       | 349    |

| Rang | Nom                          | Points |
| ---- | ---------------------------- | ------ |
| 1    | Marit Bjørgen                | 1320   |
| 2    | Kateřina Neumannová          | 751    |
| 3    | Virpi Kuitunen               | 726    |
| 4    | Kristina Šmigun-Vähi         | 643    |
| 5    | Claudia Nystad               | 613    |
| 6    | Hilde Gjermundshaug Pedersen | 552    |
| 7    | Julija Tchepalova            | 530    |
| 8    | Aino-Kaisa Saarinen          | 484    |
| 9    | Natalia Baranova             | 431    |
| 10   | Gabriella Paruzzi            | 397    |

### Classements de distance
Marit Bjørgen remporte le petit globe de distance lors de l'ultime étape en la remportant alors que Kateřina Neumannová termine deuxième. Même situation chez les hommes où Axel Teichmann remporte le petit globe lors de l'ultime étape contre Vincent Vittoz.
| Rang | Nom              | Points |
| ---- | ---------------- | ------ |
| 1    | Axel Teichmann   | 552    |
| 2    | Vincent Vittoz   | 506    |
| 3    | Tobias Angerer   | 402    |
| 4    | René Sommerfeldt | 374    |
| 5    | Giorgio di Centa | 354    |

| Rang | Nom                  | Points |
| ---- | -------------------- | ------ |
| 1    | Marit Bjørgen        | 740    |
| 2    | Kateřina Neumannová  | 727    |
| 3    | Kristina Šmigun-Vähi | 641    |
| 4    | Julija Tchepalova    | 521    |
| 5    | Natalia Baranova     | 397    |

### Classements de sprint
Avec cinq podiums dont deux victoires sur huit étapes, Tor Arne Hetland remporte le petit globe de cristal avec une avance confortable. La Norvège fait un carton plein puisqu'ils sont sept dans le top 10 de la saison. Chez les femmes, la situation a été plus claire encore, car Marit Bjørgen avec six podiums dont cinq victoires a dominé facilement ses adversaires. Seule Virpi Kuitunen l'a battue cette saison. Lors de la victoire de Lina Andersson, Bjørgen était absente.
| Rang | Nom                 | Points |
| ---- | ------------------- | ------ |
| 1    | Tor Arne Hetland    | 564    |
| 2    | Eldar Rønning       | 327    |
| 3    | Trond Iversen       | 281    |
| 4    | Thobias Fredriksson | 267    |
| 5    | Børre Næss          | 265    |

| Rang | Nom                 | Points |
| ---- | ------------------- | ------ |
| 1    | Marit Bjørgen       | 625    |
| 2    | Virpi Kuitunen      | 415    |
| 3    | Anna Olsson         | 385    |
| 4    | Aino-Kaisa Saarinen | 290    |
| 5    | Claudia Nystad      | 270    |

## Calendrier et podiums

### Hommes

#### Épreuves individuelles
| Étape                                                                 | Lieu           | Épreuve             | Date             | Vainqueur           | Deuxième             | Troisième           |
| --------------------------------------------------------------------- | -------------- | ------------------- | ---------------- | ------------------- | -------------------- | ------------------- |
| 1                                                                     | Düsseldorf     | Sprint libre        | 23 octobre 2004  | Peter Larsson       | Tor Arne Hetland     | Christian Zorzi     |
| 2                                                                     | Gällivare      | 15 km classique     | 20 novembre 2004 | Axel Teichmann      | René Sommerfeldt     | Vassili Rotchev     |
| 3                                                                     | Kuusamo        | 15 km libre         | 27 novembre 2004 | Vincent Vittoz      | Axel Teichmann       | Giorgio di Centa    |
| 4                                                                     | Kuusamo        | 15 km classique     | 28 novembre 2004 | Axel Teichmann      | Vassili Rotchev      | René Sommerfeldt    |
| 5                                                                     | Berne          | Sprint libre        | 4 décembre 2004  | Tor Arne Hetland    | Thobias Fredriksson  | Johan Kjølstad      |
| 6                                                                     | Lago di Tesero | Poursuite 2 × 15 km | 11 décembre 2004 | Axel Teichmann      | Jens Filbrich        | Vincent Vittoz      |
| 7                                                                     | Asiago         | Sprint classique    | 14 décembre 2004 | Jens Arne Svartedal | Tor Arne Hetland     | Björn Lind          |
| 8                                                                     | Ramsau         | 30 km libre         | 18 décembre 2004 | Vincent Vittoz      | Anders Södergren     | Axel Teichmann      |
| 9                                                                     | Otepää         | 15 km classique     | 8 janvier 2005   | Andrus Veerpalu     | Frode Estil          | Jaak Mae            |
| 10                                                                    | Otepää         | Sprint classique    | 9 janvier 2005   | Annulé              | Annulé               | Annulé              |
| 11                                                                    | Prague         | Sprint libre        | 12 janvier 2005  | Annulé              | Annulé               | Annulé              |
| 12                                                                    | Nove Mesto     | 15 km libre         | 15 janvier 2005  | Vincent Vittoz      | Christian Hoffmann   | Tobias Angerer      |
| 13                                                                    | Nove Mesto     | Sprint libre        | 16 janvier 2005  | Johan Kjølstad      | Freddy Schwienbacher | Björn Lind          |
| 14                                                                    | Pragelato      | Poursuite 2 × 15 km | 22 janvier 2005  | Lukáš Bauer         | Mathias Fredriksson  | Kristen Skjeldal    |
| 15                                                                    | Reit im Winkl  | 15 km libre         | 12 février 2005  | Martin Bajčičák     | Giorgio di Centa     | Christian Hoffmann  |
| 16                                                                    | Reit im Winkl  | Sprint classique    | 13 février 2005  | Eldar Rønning       | Odd-Bjørn Hjelmeset  | Janusz Krezelok     |
| Championnats du monde de ski nordique (16 février au 27 février 2005) |                |                     |                  |                     |                      |                     |
| 17                                                                    | Lahti          | Sprint classique    | 5 mars 2005      | Børre Næss          | Tor Arne Hetland     | Eldar Rønning       |
| 16                                                                    | Lahti          | 15 km libre         | 6 mars 2005      | Lukáš Bauer         | Christian Hoffmann   | Thomas Moriggl      |
| 19                                                                    | Drammen        | Sprint classique    | 9 mars 2005      | Tor Arne Hetland    | Eldar Rønning        | Børre Næss          |
| 20                                                                    | Oslo           | 50 km classique     | 9 mars 2005      | Andrus Veerpalu     | Jens Filbrich        | Odd-Bjørn Hjelmeset |
| 21                                                                    | Göteborg       | Sprint libre        | 16 mars 2005     | Trond Iversen       | Keijo Kurttila       | Ola Vigen Hattestad |
| 22                                                                    | Falun          | 30 km               | 19 mars 2005     | Eugeni Dementiev    | Tobias Angerer       | Martin Bajčičák     |

#### Épreuves par équipes
| Étape | Lieu           | Épreuve                            | Date             | Vainqueur                                                                          | Deuxième                                                                     | Troisième                                                                       |
| ----- | -------------- | ---------------------------------- | ---------------- | ---------------------------------------------------------------------------------- | ---------------------------------------------------------------------------- | ------------------------------------------------------------------------------- |
| 1     | Düsseldorf     | Sprint par équipes style libre     | 24 octobre 2004  | Norvège Haavard Bjerkeli Tor Arne Hetland                                          | Allemagne Tobias Angerer Axel Teichmann                                      | Allemagne Toni Lang Andreas Stitzl                                              |
| 2     | Gällivare      | Relais 4 × 10 km                   | 21 novembre 2004 | Allemagne Jens Filbrich Tobias Angerer René Sommerfeldt Axel Teichmann             | Italie Giorgio di Centa Fulvio Valbusa Pietro Piller Cottrer Christian Zorzi | France Christophe Perrillat Vincent Vittoz Emmanuel Jonnier Benoît Chauvet      |
| 3     | Berne          | Sprint par équipes style libre     | 5 décembre 2004  | Russie Vassili Rotchev Ivan Alypov                                                 | Norvège Jens Arne Svartedal Tor Arne Hetland                                 | Italie Renato Pasini Christian Zorzi                                            |
| 4     | Lago di Tesero | Relais 4 × 10 km                   | 12 décembre 2004 | Norvège Jens Arne Svartedal Odd-Bjørn Hjelmeset Frode Estil Tore Ruud Hofstad      | Italie Giorgio di Centa Fulvio Valbusa Pietro Piller Cottrer Christian Zorzi | France Christophe Perrillat Vincent Vittoz Emmanuel Jonnier Alexandre Rousselet |
| 5     | Asiago         | Sprint par équipes style classique | 15 décembre 2004 | Norvège Tor Arne Hetland Jens Arne Svartedal                                       | Russie Nikolaï Pankratov Vassili Rotchev                                     | Norvège Trond Iversen Børre Næss                                                |
| 6     | Pragelato      | Sprint par équipes style classique | 23 janvier 2005  | Allemagne Jens Filbrich Axel Teichmann                                             | Suède Thobias Fredriksson Björn Lind                                         | Allemagne René Sommerfeldt Andreas Schlütter                                    |
| 7     | Falun          | Relais 4 × 10 km                   | 20 mars 2005     | Norvège Jens Arne Svartedal Odd-Bjørn Hjelmeset Kristen Skjeldal Tore Ruud Hofstad | Italie Roland Clara Valerio Checchi Pietro Piller Cottrer Giorgio di Centa   | Suède Thobias Fredriksson Niklas Karlsson Anders Södergren Mathias Fredriksson  |

### Femmes

#### Épreuves individuelles
| Étape                                                                 | Lieu           | Épreuve              | Date             | Vainqueur                                 | Deuxième               | Troisième                  |
| --------------------------------------------------------------------- | -------------- | -------------------- | ---------------- | ----------------------------------------- | ---------------------- | -------------------------- |
| 1                                                                     | Düsseldorf     | Sprint libre         | 23 octobre 2004  | Marit Bjørgen                             | Anna Dahlberg          | Gabriella Paruzzi          |
| 2                                                                     | Gällivare      | 10 km classique      | 20 novembre 2004 | Marit Bjørgen                             | Kristina Smigun        | Virpi Kuitunen             |
| 3                                                                     | Kuusamo        | 10 km libre          | 27 novembre 2004 | Kateřina Neumannová                       | Kristina Smigun        | Natalia Baranova-Masolkina |
| 4                                                                     | Kuusamo        | 10 km classique      | 28 novembre 2004 | Kristina Smigun                           | Kateřina Neumannová    | Marit Bjørgen              |
| 5                                                                     | Berne          | Sprint libre         | 4 décembre 2004  | Marit Bjørgen                             | Claudia Nystad         | Ella Gjømle                |
| 6                                                                     | Lago di Tesero | Poursuite 2 × 7,5 km | 11 décembre 2004 | Marit Bjørgen                             | Kristina Smigun        | Gabriella Paruzzi          |
| 7                                                                     | Asiago         | Sprint classique     | 14 décembre 2004 | Marit Bjørgen                             | Virpi Kuitunen         | Ella Gjømle                |
| 8                                                                     | Ramsau         | 15 km libre          | 18 décembre 2004 | Kristina Smigun                           | Kristin Størmer Steira | Evgenia Medvedeva-Abruzova |
| 9                                                                     | Otepää         | 10 km classique      | 8 janvier 2005   | Marit Bjørgen                             | Hilde Pedersen         | Kateřina Neumannová        |
| 10                                                                    | Otepää         | Sprint classique     | 9 janvier 2005   | Annulé                                    | Annulé                 | Annulé                     |
| 11                                                                    | Prague         | Sprint libre         | 12 janvier 2005  | Annulé                                    | Annulé                 | Annulé                     |
| 12                                                                    | Nove Mesto     | 10 km libre          | 15 janvier 2005  | Kateřina Neumannová                       | Marit Bjørgen          | Julija Tchepalova          |
| 13                                                                    | Nove Mesto     | Sprint libre         | 16 janvier 2005  | Marit Bjørgen                             | Pirjo Manninen         | Claudia Nystad             |
| 14                                                                    | Pragelato      | Poursuite 2 × 7,5 km | 22 janvier 2005  | Kristin Størmer Steira                    | Kateřina Neumannová    | Claudia Nystad             |
| 15                                                                    | Reit im Winkl  | 10 km libre          | 12 février 2005  | Evgenia Medvedeva-Abruzova Olga Savialova |                        | Julija Tchepalova          |
| 16                                                                    | Reit im Winkl  | Sprint classique     | 13 février 2005  | Virpi Kuitunen                            | Marit Bjørgen          | Anna Dahlberg              |
| Championnats du monde de ski nordique (16 février au 27 février 2005) |                |                      |                  |                                           |                        |                            |
| 17                                                                    | Lahti          | Sprint classique     | 5 mars 2005      | Lina Andersson                            | Kirsi Välimaa          | Virpi Kuitunen             |
| 16                                                                    | Lahti          | 10 km libre          | 6 mars 2005      | Julija Tchepalova                         | Kateřina Neumannová    | Karine Philippot           |
| 19                                                                    | Drammen        | Sprint classique     | 9 mars 2005      | Virpi Kuitunen                            | Lina Andersson         | Anna Dahlberg              |
| 20                                                                    | Oslo           | 30 km classique      | 9 mars 2005      | Marit Bjørgen                             | Kateřina Neumannová    | Virpi Kuitunen             |
| 21                                                                    | Göteborg       | Sprint libre         | 16 mars 2005     | Marit Bjørgen                             | Aino-Kaisa Saarinen    | Virpi Kuitunen             |
| 22                                                                    | Falun          | 30 km                | 19 mars 2005     | Marit Bjørgen                             | Kateřina Neumannová    | Julija Tchepalova          |

#### Épreuves par équipes
| Étape | Lieu           | Épreuve                            | Date             | Vainqueur                                                                                     | Deuxième                                                                        | Troisième                                                                                     |
| ----- | -------------- | ---------------------------------- | ---------------- | --------------------------------------------------------------------------------------------- | ------------------------------------------------------------------------------- | --------------------------------------------------------------------------------------------- |
| 1     | Düsseldorf     | Sprint par équipes style libre     | 24 octobre 2004  | Norvège Marit Bjørgen Hilde Pedersen                                                          | Allemagne Manuela Henkel Evi Sachenbacher Stehle                                | Italie Arianna Follis Gabriella Paruzzi                                                       |
| 2     | Gällivare      | Relais 4 × 5 km                    | 21 novembre 2004 | Norvège Kine Beate Bjørnås Vibeke Skofterud Hilde Pedersen Marit Bjørgen                      | Finlande Kirsi Välimaa Virpi Kuitunen Aino-Kaisa Saarinen Riitta Liisa Roponen  | Allemagne Stefanie Böhler Evi Sachenbacher-Stehle Anke Reschwamm Schulze Claudia Nystad       |
| 3     | Berne          | Sprint par équipes style libre     | 5 décembre 2004  | Norvège Ella Gjømle Marit Bjørgen                                                             | Allemagne Stefanie Böhler Claudia Nystad                                        | Italie Arianna Follis Gabriella Paruzzi                                                       |
| 4     | Lago di Tesero | Relais 4 × 5 km                    | 12 décembre 2004 | Russie Larisa Kurkina Natalia Baranova-Masolkina Evgenia Medvedeva-Abruzova Julija Tchepalova | Allemagne Manuela Henkel Claudia Nystad Stefanie Böhler Evi Sachenbacher-Stehle | Norvège Kine Beate Bjørnås Vibeke Skofterud Hilde Pedersen Marit Bjørgen                      |
| 5     | Asiago         | Sprint par équipes style classique | 15 décembre 2004 | Norvège Ella Gjømle Marit Bjørgen                                                             | Finlande Aino-Kaisa Saarinen Virpi Kuitunen                                     | Suède Elin Ek Anna Dahlberg                                                                   |
| 6     | Pragelato      | Sprint par équipes style classique | 23 janvier 2005  | Allemagne Viola Bauer Claudia Nystad                                                          | Suède Emelie Öhrstig Anna Dahlberg                                              | Finlande Aino-Kaisa Saarinen Pirjo Manninen                                                   |
| 7     | Falun          | Relais 4 × 5 km                    | 20 mars 2005     | Finlande Aino-Kaisa Saarinen Kirsi Välimaa Riitta Liisa Roponen Virpi Kuitunen                | Norvège Kine Beate Bjørnås Hilde Pedersen Kristin Mürer Stemland Marit Bjørgen  | Russie Larisa Kurkina Natalia Baranova-Masolkina Evgenia Medvedeva-Abruzova Julija Tchepalova |